# The Pain
The Pain var ett punkband från Nacka, Sverige. Bandet fanns mellan åren 1977 och 1979 och var ett av de tidigaste svenska punkbanden, enligt många ansedda som det första.
Bandet satsade på en internationell karriär med spelningar i England under sent sjuttiotal tyvärr utan den framgång som förtjänades.[källa behövs]

## Medlemmar
- Staffan Holmberg, även kallad Spiv Åland - Sång
- Håkan Uppgren - Gitarr
- Håkan (Hocky) Rudberg - Bas
- Stefan "Stejmo" Hjelm - Trummor
- Jan (Janne) Oldeus - Gitarr The Ant
- Jan (Janne) Andersson - Gitarr
- Manager

## Diskografi
- 1979 - HH - Man in the Front - Steppin Stone - Body Snatchers (EP)
- 1979 - Next Time Ego - Why Complain? (Singel)
- 1981 - Churchyard - Ambulance (Kassett)
- 2015 - My head is burnin - 4 Stitches  (Singel)